# Икономика на Германия
Икономиката на Германия е най-голямата икономика в Европа.

## Първичен сектор
Селското стопанство в Германия е интензивно, с висока степен на механизация и химизация. Неговата специализация е животновъдно-растениевъдна, съотношението между продукцията на двата отрасъла е 70:30%. Животновъдството е ориентирано към говедовъдство, свиневъдство и птицевъдство. Основно то е съсредоточено в частния сектор, широко развитие има семейното фермерство. В източните провинции е запазена кооперативната форма на организация на пазарното стопанство. Растениевъдството е типично за северната и централната част на Германия – отглеждат се пшеница, ръж, ечемик, картофи, плодове. Германия внася земеделска продукция, за да задоволи пазарните си потребности.
Северните провинции (Долна Саксония, Шлезвиг-Холщайн и Мекленбург-Предна Померания) имат традиции в риболова.

## Вторичен сектор
Вторичният сектор представлява 29% от БВП на Германия, в него са заети около 26,4% от работната ръка (2003). Германия е на 4-то място по производство на автомобили след САЩ, Япония и Китай. Водещи немски международни компании са Adidas, Continental, Daimler, BMW, Robert Bosch GmbH, Bayer, Siemens, Miele, AEG, Volkswagen и Audi.

## Третичен сектор
През 2002 година, третичния сектор представлява около 70% от БВП, в него са заети 71,3% от населението.

### Транспорт
Заемайки централната част на Европа, Германия е важен транспортен център. Това е една от причините за гъстата ѝ и модерна транспортна мрежа. Обширната мрежа от автомагистрали се нарежда на трето място в света по дължина и се отличава с липса на ограничения за максимална скорост при повечето трасета.
Германия е изградила децентрализирана мрежа от високоскоростни влакове. Междуградският експрес Intercity Express (ICE) е най-модерният аспект на Deutsche Bahn и обслужва големите немски градове, както и дестинации в съседните държави. Максималната скорост на влака варира между 160 и 300 km/h. Влаковете минават на интервали от половин, един или два часа.
Най-големите немски летища са тези във Франкфурт и в Мюнхен – и двете глобални центрове на Lufthansa. Други големи летища има в Берлин, Дюселдорф, Хамбург и Лайпциг. На 31 октомври 2020 г. е открито международното летище Berlin Brandenburg „Willy Brandt“ (BER), заменящо международното летище Берлин Тегел.

## Външна търговия

### Износ
Износът на страната възлиза на 1354 млрд. щатски долара (2007). През 2007 година, най-голям е износа за Франция (9,7%), САЩ (7,5%), Великобритания (7,3%), Италия (6,7%), Холандия (6,4%), Австрия (5,4%), Белгия (5,3%) и Испания (5,0%).
През 2011 г. Германия е на второ място по износ в света. Две трети от него са към Европейския съюз.  През 2011 г. износът за първи път надминава границата от един трилион евро.
Основните пера в износа на Германия са автомобилите, машините, битовата техника и продукти на химическата и леката промишленост.

### Внос
Вноса на страната възлиза на 1075 млрд. щатски долара (2017). През 2007 година, най – голям е вноса от Холандия (12%), Франция (8,6%), Белгия (7,8%), Китай (6,2%), Италия (5,8%), Великобритания (5,6%), САЩ (4,5%) и Австрия (4,4%).

## Други
Средната продължителност на заетостта в една и съща фирма за 2008 г. е 10,8 години (10,3 за 1992 г.).  През 2012 г. в страната има над 20 милиона пенсионери. 
Безработицата в страната през февруари 2012 г. е 5,7%. 